# Tiruvallur (district)
Tiruvallur is een district van de Indiase staat Tamil Nadu. In 2001 telde het district 2.738.866 inwoners op een oppervlakte van 3424 km².
Het district Tiruvallur ligt in het uiterste noordoosten van Tamil Nadu en ontstond in 1997. Voordien maakte het (samen met Kanchipuram) deel uit van het toenmalige district Chingleput. In 2018 werden delen van Tiruvallur geannexeerd door het aangrenzende stadsdistrict Chennai.
Hoofdstad: Chennai
Districten: Ariyalur · Chengalpattu · Chennai · Coimbatore · Cuddalore · Dharmapuri · Dindigul · Erode · Kallakurichi · Kanchipuram · Kanyakumari · Karur · Krishnagiri · Madurai · Mayiladuthurai · Nagapattinam · Namakkal · Nilgiris · Perambalur · Pudukkottai · Ramanathapuram · Ranipet · Salem · Sivaganga · Tenkasi · Thanjavur · Theni · Thoothukudi · Tiruchirappalli · Tirunelveli · Tirupattur · Tirupur · Tiruvallur · Tiruvannamalai · Tiruvarur · Vellore · Viluppuram · Virudhunagar